# 德米特里夫卡 (戈夏區)
50°37′14″N 26°28′3″E / 50.62056°N 26.46750°E
德米特里夫卡（烏克蘭語：Дмитрівка），是烏克蘭西北部的村莊，隸屬里夫內州的里夫內區。該村始建於1570年，面積2.29平方公里，海拔高度241米，2001年人口400，人口密度每平方公里174.4人。